# Rearguard Falls Provincial Park
Rearguard Falls Provincial Park is een 46 hectare groot provinciaal park in het oostelijke deel van de Canadese provincie Brits-Columbia. Het beschermt de Reargard Falls op de rivier Fraser.
Het park bevindt zich net boven de Rocky Mountain Trench ongeveer 5 kilometer ten oosten van Tête Jaune Cache op het noordelijke deel van de Trans-Canada Highway (BC Highway 16). Het park ligt in het regionale district Fraser-Fort George, in de buurt van het Mount Robson Provincial Park.
Rearguard Falls is een van de slechts twee watervallen op de 1375 kilometer lange rivier Fraser; de andere waterval, Overlander Falls, is een paar kilometer stroomopwaarts.